# 奧星
奧星生命科技有限公司，簡稱奧星生命科技（英語：Austar Lifesciences Limited），在2003年，由何國強（主席）於上海（辦事處）成立「上海奧星製藥技術裝備有限公司」。
總部位於北京市，業務在中國內地經營解決方案涵蓋流體與生物工藝系統、潔淨室及自動化控制與監控系統、粉體固體系統。
股份在2014年11月7日於港交所主板上市。全球發售為1.25億股，招股價為3.12港元，集資額為3.9億港元。

## 連結
- austar.com.cn （页面存档备份，存于）